# Jill Barber (Musikerin)
Jill Barber (* 6. Februar 1980 in Port Credit, Mississauga, Ontario als Gillian Grace Barber) ist eine kanadische Singer-Songwriterin, die dem Stil des Folk-Pop zuzuordnen ist.

## Leben und Karriere
Barber wuchs in Port Credit – einem Stadtteil von Mississauga – auf und ging – genau wie ihr ebenfalls als Singer-Songwriter aktiver Bruder Matthew Barber – auf die Queen’s University in Kingston.
Barber ist mit dem CBC-Radio-3-Moderator und Autor Grant Lawrence verheiratet und hat mit ihm zwei Kinder.

## Diskografie
- 2002: A Note to Follow So
- 2004: Oh Heart
- 2006: For All Time
- 2008: Chances (CA: Gold)
- 2011: Mischievous Moon
- 2013: Chansons
- 2014: Fool's Gold
- 2016: The Family Album (mit Matthew Barber)
- 2018: Metaphora
- 2020: Entre nous

## Auszeichnungen
- 2007: East Coast Music Awards (Bestes Album des Jahres / Weiblicher Künstler des Jahres)[5]